# Jenni Sidey-Gibbons
Jennifer Anne MacKinnon "Jenni" Sidey-Gibbons (Calgary, 3 de agosto de 1988) é uma astronauta Canadense, engenheira e palestrante. Ela foi selecionada pela Agência Espacial Canadense como uma dos dois membros do grupo de 2017, junto de Joshua Kutryk.

## Juventude e educação
Jennifer Anne MacKinnon "Jenni" Sidey-Gibbons nasceu dia 3 de agosto de 1988 em Calgary, Alberta. Seu interesse por ciências foi apoiado por sua mãe, que a levou até museus e encontrou modelos nos campos de ciência e engenharia. Seu tio, um engenheiro civil, também a envolveu com a criação de projetos. Um desses envolvia projetar um  campo de baseball que drenasse durante tempestades ou uma estação de tratamento de água.
Ela também tem um bacharelato em Engenharia Mecânica da Universidade McGill. Enquanto ela estava nessa universidade, veio a realizar uma pesquisa em colaboração com a Agência Espacial Canadense e o National Research Council Flight Research Laboratory sobre a propagação de chamas em microgravidade. Ela então realizou um PhD em 2015 na área de engenharia no Jesus College, Universidade de Cambridge, onde focou na área de combustão, sobre supervisão do Professor Nondas Mastorakos.

## Carreira acadêmica
Antes de entrar na Agência Espacial Canadense, ela trabalhou como professora assistente na área de motores de combustão interna no Departamento de Engenharia da Universidade de Cambridge. O foco de sua pesquisa era na área de chamas de baixa temperatura (chamas frias e combustão MILD) e seus efeitos em poluentes e emissões na combustão de uma turbina de gasolina. Esse trabalho ajuda no desenvolvido de bombustores de baixa emissão para motores.
Ela também ensinou na Divisão de Energia, Mecânica dos fluidos e Turbomáquinas nos tópicos que envolveram na produção de energia convencional e alternativa até termodinâmica introdutória e física da chama.
Ao lado dessas responsabilidades formais, ela também agiu de forma ativa como uma modelo para jovens que consideram carreiras ténicas em áreas relacionadas com ciências. Notavelmente, ela é cofundadora do Robogals: uma organização internacional que procura inspirar e capacitar jovens mulheres à estudarem ciências, tecnologia, engenharia e matemática através de iniciativas educacionais e diveritidas. Através disso, ela ensinou programação para mais de 3,000 jovens através do Reino unido.
Em 2016, ela recebeu o Young Woman Engineer of the Year Award do Institution of Engineering and Technology, como também o Prêmio Jovem Engenheira do Ano do Royal Academy of Engineering.

## Carreira na CSA
Sidey-Gibbons foi selecionada pela Agência Espacial Canadense para treinar como uma astronauta, como membro do Grupo de 2017, o quarto grupo de astronautas Canadenses. Sidey-Gibbons e Joshua Kutryk foram selecionados entre vários candidatos qualificados.
Em julho de 2017, Sidey-Gibbons se mudou para Houston, Texas, para realizar o Programa de treinamento para Candidatos a Astronautas da NASA com dois anos de duração, no Johnson Space Center. Ela treinou como parte do grupo de 2017. 